# Генрик Лангерман
Генрик Хаїм Лангерман (пол. Henryk Chaim Langerman, 1896-1944) — український єврейський художник початку XX століття. Представник Паризької школи.

## Біографія
Народився 21 січня 1896 року у Дрогобичі. Навчався у художніх закладах Мюнхена та Відня. У 1918—1923 році жив і працював у Відні. Персональні виставки проходили також у Львові, а в 1920 взяв участь у «1-й виставці єврейського мистецтва» у Львові. У 1924-33 роках Лангерман жив в Парижі. Був досить відомим у художніх колах Парижа, але регулярно виставлявся у Львові. У 1933 році повернувся до Львова. Помер у 1944 (або 1943) році у львівському гетто в час німецької окупації.
Малював переважно сцени з міського побуту, життя бідняків, дитячі образи, сцени з цирку. Багато його робіт знищено під час війни. Частина картин, що зереглась, зберігається у Львівській картинній галереї. Інші твори знаходяться у приватних колекціях.